# 十二因缘
十二因缘（梵文、巴利文：निदान Nidāna）也称十二缘起支、十二有支（梵文：pratītya-samutpāda-aṅga，巴利文：paṭicca-samuppāda-aṅga），佛教重要的基礎理论之一，是釋迦牟尼佛陀自修自证得到的真理。此十二緣起支分別是：1.無明、2.行、3.識、4.名色、5.六入、6.觸、7.受、8.愛、9.取、10.有、11.生、12.老死。它們都是緣生法，都是無常的，它們之間是依「此有故彼有、此生故彼生」的緣起關聯。十二因緣因果相续而无间断，使人流转于生死轮回大海，而不能得以出离。佛陀、辟支佛、阿羅漢，都依「四聖諦」三轉十二行，覺悟十二因緣而了知生死輪迴真相，達到究竟解脫。

## 部派佛教闡述
說一切有部迦多衍尼子《發智論》提出了“時分緣起”學說，《大毘婆沙論》將其詮釋為三世二重因果的“分位緣起”說，這就是最常見的“十二因緣”理論，在說一切有部內還有“剎那緣起”、“連縛緣起”和“遠續緣起”等說法。

### 說一切有部
《大毘婆沙論》將《發智論》所確立的時分緣起，按三世二重因果釋義為分位緣起，此十二因緣學說為《俱舍論》所繼承：
1. 无明，过去世烦恼带来的惑，蒙蔽了真如本性，所以叫无明。
2. 行，过去世身口意造作的一切善業或者不善业，其中包括身行、口行、心行。
3. 識，業識，八識[2]。
4. 名色，名即是心，指心只有名相而无形质；色指身体，指托胎后至第五个七日，身体各部分如手脚等都已形成。
5. 六入，指在名色之后，各种感觉器官和思维功能都已产生，叫做六入，即六根。
6. 触，出胎以后，至三、四岁时，六根虽能接触六尘，但是未有苦或乐的想法，叫作触。
7. 受，从五、六岁至十二、三岁时，六根能分别六尘中的好恶境界，但是沒能起贪淫之心，叫作受。
8. 愛，從十四、五歲至十八、九歲時，貪求享樂等境界，但是未能廣遍追求，是名為愛。捨受的本性是寧靜的，而這也能成為愛的目標。
9. 取，從二十歲後，貪欲變多，到處追求五塵境，叫作取。
10. 有，因为追求诸境而引起善恶业，积集牵引，产生三有的结果，叫作有。
11. 生，指因为现世的善恶之业，未來世还在六道四生中受生，叫作生。
12. 老死，指在未来世受生之后，五蕴之身，成熟后又开始败坏，叫作老死。

其中涉及人類年齡的詮釋出自《俱舍論記》和《俱舍論疏》。

### 南傳上座部
南傳上座部佛教的經律源出於斯里蘭卡分別說部傳統，在覺音尊者《清淨道論》中有一種叫做「有輪」的時分緣起，採用了三世二重因果解說，但並不等同於《俱舍論》等詮釋的分位緣起。
下面簡述引自達摩難陀長老《佛教徒信仰的是什麼》，是對《巴利經藏》有關經文的直接解讀：
1. 緣於「無明」[5]（貪、嗔、癡等煩惱）而產生「行」[6][7]（造作諸業）。
2. 緣於「行」（造作諸業）而產生「識」[8]（業識）。
3. 緣於「識」（業識）而產生「名色」（物質與識神）。
4. 緣於「名色」（物質與識神）而產生「六入處」（眼、耳、鼻、舌、身、意）。
5. 緣於「六入處」（眼、耳、鼻、舌、身、意）而產生「觸」[9]（六識藉六根接觸六塵）。
6. 緣於「觸」（外境接觸）而產生「受」[10]（苦、樂，無苦無樂的覺受）。
7. 緣於「受」（苦、樂的感受）而產生「愛」[11]（對境生愛欲）。
8. 緣於「愛」（對境生愛欲）而產生「取」[12]（追求造作）。
9. 緣於「取」（追求造作）而產生「有」（在追求中造業行成來世的命運）。
10. 緣於「有」（業因完成）而產生「生」[13]（在受於身）。
11. 緣於「生」（在受於身）而產生「老死」[14]（未來身之老死）。

## 大乘佛教闡述
大乘佛教龍樹《大智度論》解釋為：說十二因緣有三種，
1. 凡夫肉眼所見，顛倒著我，心起諸煩惱業，往來生死中。
2. 二乘及未得無生忍法菩薩所觀，以法眼分別諸法。
3. 從得無生忍法乃至坐道場菩薩所觀；菩薩摩訶薩行般若波羅蜜，深觀第三種十二因緣，觀諸法實相，畢竟空，無所有無所得，亦不著是事故，於眾生中而生大悲。

### 中觀學派
龍樹《大智度論》記載：
|  | 十二因緣生法，種種法門能巧說，煩惱、業、事法，次第展轉相續生，是名十二因緣。 - 是中無明、愛、取三事，名煩惱；行、有二事，名為業；餘七分，名為體事。 - 是十二因緣，初二，過去世攝，後二，未來世攝，中八，現前世攝。 - 是略說三事，煩惱、業、苦，是三事展轉更互為因緣：是煩惱業因緣，業苦因緣，苦苦因緣，苦煩惱因緣，煩惱業因緣，業苦因緣，苦苦因緣，是名展轉更互為因緣。 1. 過去世一切煩惱，是名「無明」。 2. 從「無明」生業，能作世界果故，名為「行」。 3. 從「行生」垢心，初身因，如犢子識母，自相識故，名為「識」。 4. 是「識」共生，無色四陰，及是所住色，是名「名色」。 5. 是「名色」中，生眼等六情，是名「六入」。 6. 情、塵、識合，是名為「觸」。 7. 從「觸」，生「受」。 8. 「受」中心著，是名渴「愛」。 9. 渴「愛」因緣求，是名「取」。 10. 從「取」，後世因緣業，是名「有」。 11. 從「有」，還受後世五眾，是名「生」。 12. 從「生」，五眾熟壞，是名「老死」。 13. 「老死」生憂、悲、哭泣，種種愁惱，眾苦和合集。 若一心觀諸法，實相清淨，則無明盡，無明盡故行盡，乃至眾苦和合集皆盡。 |

龍樹《中論》有類似記載，梵志青目釋其為「聲聞法入第一義道」，清辯論師釋其為「世諦緣起」。

### 瑜伽行唯識學派
《瑜伽師地論》此說在詮釋《雜阿含經·二九八經》同時，介入了五種子（識、名色、六處、觸、受種子），唯識學派中曾流行以五種子為五緣起支的二世一重因果學說。

## 現代學術及教派闡述
現代學術界和新興教派直接分析《阿含經》和《巴利經藏》等，也會有自己的見解。因各式說法眾多，其關注度與傳統說法不可比擬，下文不再詳細羅列。

### 水野弘元
水野弘元在《原始佛教的特質》中稱：「由於原始經典本身，對十二緣起沒有一定的明確解說，且部派佛教以低俗的形式誤傳，所以今日不論是西洋學者之間，或東方佛教學者之間，對十二緣起沒有一定的解釋，而産生種種說法，甚至曾在學界中展開熱烈的論戰。」